# الکس فان لیندن
الکس فان لیندن (انگلیسی: Alex Van Linden؛ زادهٔ ۵ مهٔ ۱۹۵۲) دوچرخه‌سوار اهل بلژیک است.